# Малкув (Ленчинський повіт)
Малкув (пол. Małków) — село в Польщі, у гміні Циців Ленчинського повіту Люблінського воєводства. Населення — 122 особи (2011).

## Історія
За даними етнографічної експедиції 1869—1870 років під керівництвом Павла Чубинського, у селі здебільшого проживали польськомовні римо-католики, меншою мірою — українськомовні греко-католики.
У 1975—1998 роках село належало до Холмського воєводства.

## Демографія
Демографічна структура станом на 31 березня 2011 року:
|          | Загалом | Допрацездатний вік | Працездатний вік | Постпрацездатний вік |
| -------- | ------- | ------------------ | ---------------- | -------------------- |
| Чоловіки | 64      | 17                 | 42               | 5                    |
| Жінки    | 58      | 15                 | 28               | 15                   |
| Разом    | 122     | 32                 | 70               | 20                   |

## Уродженці
- Станіслав Ґжесюк (1918—1963) — польський письменник, співак.